# Lydie Salvayre
Lydie Salvayre, nascuda Lydie Arjona (1948), és una escriptora d'origen català en llengua francesa, que va guanyar el Premi Goncourt 2014.

## Biografia
Lydie Salvayre és filla d'una parella de republicans espanyols refugiats al sud de França després de la Guerra Civil espanyola. El seu pare és andalús i sa mare, catalana. La infantesa de Lydie Salvayre va transcórrer a Autariba, prop de Tolosa de Llenguadoc, a l'entorn humil de la colònia de refugiats espanyols. No té el francès com a llengua materna. És per mitjà de la literatura que va descobrir el francès. Després del batxillerat, va estudiar Lletres a la Universitat de Tolosa. El 1969, començà a estudiar medicina. Després d'obtenir els diplomes de Lletres i de Medicina, s'especialitzà en psiquiatria a Marsella, on va exercir diversos anys com a psiquiatra a la clínica de Bouc-Bel-Air.
Lydie Salvayre començà a escriure a finals dels anys 1970. El 5 de novembre de 2014, Salvayre va guanyar el Premi Goncourt, la major recompensa literària francesa, amb la novel·la Pas pleurer, que tracta de la Guerra Civil espanyola i l'exili. La trama transcorre durant els primers temps de la guerra a Catalunya i Mallorca i mescla la veu de l'escriptor Georges Bernanos amb els records reals que la mare de l'autora –Montserrat Monclús Vaqué– li ha transmès. L'obra de Salvayre s'ha traduït a vint llengües.